# Кальницкий, Борис Дмитриевич
Борис Дмитриевич Кальницкий (8 декабря 1936 - 8 февраля 2018) — советский и российский учёный-зоотехник, специалист в области физиологии питания сельскохозяйственных животных, академик РАСХН (1995), академик РАН (2013).

## Биография
Родился в с. Коробчино Новомиргородского района Кировоградской области. Окончил Великолукский СХИ (1963).
В 1963—1966 директор Стругокрасненской государственной станции по племенной работе (Псковская область).
С 1966 г. во ВНИИ физиологии, биохимии и питания животных (г. Боровск): аспирант (1966—1969), старший научный сотрудник (1969—1976), заведующий лабораторией минерального обмена и отдела питания с.-х. животных (1976—1987), директор и одновременно заведующий лабораторией белково-аминокислотного питания с.-х. животных (1987—2010), с 2010 г.- главный научный сотрудник.
Доктор биологических наук (1976), профессор (1983), академик РАСХН (1995), академик РАН (2013).
Автор работ по проблемам питания с.-х. животных, изучению их минерального и белкового обмена, рецептов минеральных премиксов. Разработал рекомендации по аминокислотному питанию свиней и с.-х. птицы, протеиновому питанию коров.
Заслуженный деятель науки Российской Федерации (1997). Лауреат премии Правительства Российской Федерации в области науки и техники (2003). Награжден золотой медалью им. акад. М. Ф. Иванова (2002), серебряной медалью им. акад. В. И. Вернадского (2000).
Автор (соавтор) более 300 научных трудов, в том числе свыше 20 книг и брошюр. Имеет авторские свидетельства. Совладелец двух патентов.
Книги:
- Минеральные вещества в кормлении животных. — Л.: Агропромиздат, 1985. — 365 с.
- Справочник по кормовым добавкам / соавт.: К. М. Солнцев и др. — Минск: Ураджай, 1990. — 298 с.
- Методы биохимического анализа: справ. пособие / соавт.: В. М. Газдаров и др. — Боровск, 1997. — 357 с.
- Физиологические потребности в питательных веществах и нормирование питания молочных коров: справ. руководство / соавт.: В. И. Агафонов и др.; Всерос. НИИ физиологии, биохимии и питания с.-х. животных. — Боровск, 2001. — 136 с.
- Уточненные нормы потребности в энергии и протеине для бычков при интенсивном выращивании и откорме: (метод.рекомендации) / соавт.: В. И. Агафонов и др.; Всерос. НИИ физиологии, биохимии и питания с.-х. животных. — Боровск, 2005. — 18 с.
- Рекомендации по повышению биоконверсии питательных веществ корма в продукцию и улучшению качества свинины / соавт.: Н. С.-А. Ниязов и др.; Всерос. НИИ физиологии, биохимии и питания с.-х. животных.- Боровск, 2007. — 20 с.
- Новое в кормлении животных: справ. пособие / соавт.: В. И. Фисинин и др.; Всерос. НИИ животноводства и др. — М., 2012. — 612 с.